# Озар, Анна Игоревна
Оза́р А́нна И́горевна (род. 11 апреля 1987, Москва, СССР) — российский режиссёр, сценарист, современная поэтесса.

## Биография
Анна Озар родилась 11 апреля 1987 года в городе Москве. 

### Образование
Первое образование факультет журналистики МГУ. Второе образование ВГИК, отделение режиссуры и драматургии (мастерская Дениса Родимина и Владимира Фенченко). В 2017 году окончила сценарную мастерскую в Нью-Йоркской Академии Киноискусства, США.

### Карьера
Анна работала журналистом в газетах «Известия», «The Moscow News», а также корреспондентом телеканала «Россия». Ушла из журналистики спустя восемь лет профессиональной карьеры и поступила на отделение режиссуры и драматургии ВГИКа.

## Фильмография
| Год  |     | Название              | Роль                |
| ---- | --- | --------------------- | ------------------- |
| 2013 | кор | Шубадуба в пионах     | режиссёр, сценарист |
| 2018 | кор | Биение                | режиссёр, сценарист |
| 2019 | кор | Ракушка (англ. Shell) | режиссёр, сценарист |

Шубадуба в пионах – дипломная работа во ВГИКе. Короткометражка в жанре комедии повествует о том, как в России снимают сериалы. В фильме сыграли Владислав Ветров и Ольга Хохлова. Картина отобрана в Short Film Corner 66 Каннского Кинофестиваля.
Биение – короткометражный фильм-высказывание против домашнего насилия.
Ракушка (англ. Shell) – короткометражная лента повествует о заболевшей раком женщине, которая была уверена, что диагноз поставит крест на её жизни, однако болезнь оказалась началом странных и счастливых событий. Интернет-премьера состоялась в конце 2019 года.

## Награды и номинации
- 2019 – специальный приз за короткометражную ленту «Ракушка» в номинации "Просто о главном" на фестивале "Будем Жить" в Москве, Россия[2]
- 2019 – гран-при за короткометражную ленту «Ракушка» на фестивале In Cine Veritas в Бордо, Франция [3]
- 2019 – «Лучший фильм по версии жюри» и «Лучший фильм по версии зрителей» за короткометражную ленту «Ракушка» на кинофестивале Linea d’Ombra в Салерно, Италия[4]

## Семья
Отец – Игорь Яковлевич Озар, генеральный директор ПАО «Компании "Сухой"», вице-президент Объединённой авиастроительной корпорации (ОАК) по военной авиации, мать – Светлана Олеговна Озар.
Есть дочь Кира.

## Личная жизнь
Состояла в браке с актёром Александром Устюговым с 2015 по 2016 годы.
С 17 сентября 2020 г. состоит в браке с оператором Павлом Емелиным.